# Kiss Péntek József
Kiss Péntek József (Komárom, 1951. október 19. – 2018. szeptember 22.) felvidéki magyar író, rendező, tanár. 1999 és 2003 között a Komáromi Jókai Színház igazgatója. Élete folyamán hol színikritikusként, hol egyes produkciók alkotó résztvevőjeként, de leginkább a szlovákiai hivatásos színjátszás legfontosabb bázisát és utánpótlását adó amatőr mozgalom egyik prominens képviselőjeként, rendezőjeként és szervezőjeként volt jelen.

## Élete
Középiskolai tanulmányait Komáromban, a Magyar Nyelvű Általános Műveltséget Nyújtó Középiskolában végezte, 1971-ben érettségizett. Egyetemi tanulmányait jóval később, 2003 és 2010 között folytatta a komáromi Selye János Egyetem Tanárképző Karán, magyar nyelv és irodalom – kateketika szakon.
Eddigi munkahelyek:
- 1971–1973: kötelező katonai szolgálat
- 1973–1977: Komáromi Hajógyár – anyagbeszerző
- 1977–1979: Csemadok Járási Bizottsága Komárom instruktor
- 1979–1985: Népművelési Intézet – művelődési otthon igazgató (Dunamocs, Csallóközaranyos)
- 1985–1989: Magyar Területi Színház – Komárom
- 1989–1999: Városi Művelődési Központ Komárom
- 1999–2003: Komáromi Jókai Színház – Komárom, igazgató
- 2003–2009: Városi Művelődési Központ Komárom
- 2004–2007: Selye János Egyetem – Tanárképző kar – magyar nyelv és irodalom – kateketika – Bc.
- 2007–2008: Munka Utcai Magyar Tannyelvű Alapiskola – tanító
- 2007–2009: Selye János Egyetem – Tanárképző kar – magyar nyelv és irodalom – kateketika – Mgr.
- 2008–2010: Selye János Gimnázium – tanár, Ipari Szakközépiskola – tanár (Komárom)
- 2009–2011: a pedagógia doktora – PaedDr. – titulus megszerzése
- 2010–haláláig: Ipari Szakközépiskola – magyar irodalom tanár (Komárom)[3]

2018. szeptember 22.-én, életének 66. évében meghalt, miután öt nappal szívműtéte után a szíve váratlanul megállt.

## Színházi munkássága
1999 júniusa és 2003 márciusa között igazgatta a Jókai Színházat. Előtte is olyan munkái voltak, amik valamilyen formában a színházhoz kötötték. Hol újságíró-kritikusként, hol egyes produkciók alkotó résztvevőjeként, de leginkább a szlovákiai hivatásos színjátszás legfontosabb bázisát és utánpótlását adó amatőr mozgalom egyik prominens képviselőjeként, rendezőjeként és szervezőjeként volt jelen. Az első két évben – amikor a szlovákiai politikai életben fordulat következett be, s ebből adódóan a színházak helyzete is könnyebbé és egyértelműbbé vált – lassú reformokat hajtott végre, lehetőséget adott Gágyor Péternek, hogy ismét rendezhessen, számos fiatallal erősítette a társulatot. Varga Emese személyében állandó dramaturgja lett a színháznak, emberemlékezet óta először a szlovák és a magyar szakmai körökben egyaránt átütő sikere volt egy előadásnak s egy pályakezdő rendezőnek: Czajlik József Amadeusának, valamint az egyik vendégrendező s a társulat közös munkája, a Tartuffe után Kiss Péntek megtalálta a művészeti vezetőt is, Telihay Pétert.
Ahogy annak idején Dráfi Mátyásék és Boráros Imréék generációja – akkor sem konfliktusoktól mentesen – új vérkeringést hozott a Matesz életébe, az, hogy a mostani fiatalok csapatostul kapcsolódnak be a társulat életébe, természetesen szintén kiélezi az eddig is meglévő belső ellentéteket. Az új vezetés egyik nagy feladata éppen az volt, hogy segítsen ezeken az ellentéteken úrrá lenni, s egységes, jó színvonalú együttest építsen. Az ünnep jegyében sok-sok éves álom vált valóra: 2002. szeptember 7-én stúdiótermet avathattak az épületben. Az új játszási hely kísérleti, különleges előadásokkal szolgálhatta a színészek munkakedvét, művészi gazdagodását és az ínyencségekre kíváncsi nézőket, ugyanakkor ez az egyik feltétele az igényesebb, komplexebb műsorpolitika kialakításának is.
Rendezései:
Meneküléspróbák – komáromi magyar gimnázium, irodalmi színpadi összeállítás az Egyszemű éjszaka c. antológia verseiből (1970)

## Egyéb tevékenysége
- 1994–1997: Komáromi Lapok – szerkesztő
- 1996–: Selye János Gimnázium – drámatanár, a GIMISZ Diákszínpad rendezője
- 2007–2008: Ipari Szakközépiskola – drámakör vezető, a VISZTA (Vidám Iparisták Színjátszó Társulata) rendezője
- 2014–2018: Komárom város képviselője[4]

## Művei

### Kötetek
- Vészirat – versek, fotó Kurucz Ottó; AB-Art, Pozsony, 2000
- Kihallgatás – kisprózák – AB-Art, 2013
- A vendég – dramatikus szövegek – AB-Art, 2013
- Privát retró – versek – Madách-Posonium, 2013
- A Jókai Napok története – Vámbéry Polgári Társulás, Dunaszerdahely, 2014
- A megbecsült színház – tanulmányok, kritikák és más színházi írások – AB-Art, 2014
- Életpor – regény – 2015

### Cikkek, tanulmányok
- Vers, Expozíció, 7 sor – versek – Irodalmi Szemle, 1987/4. szám, XXX. évfolyam, 443. oldal
- Őszi tüzek, Csak az ablakok – versek – Irodalmi Szemle, 1988/1. szám, XXXI. évfolyam, 108. oldal
- Elérhető, Dadogás, Kifordulunk, Nemzetiségi kommersz – versek – Irodalmi Szemle – 1989/6. szám, 669. oldal
- SZÍNPAD-KÉP, SZÍNPADKÉP – Ateliér – művészeti folyóirat – 2008/2., 2. oldal
- A szerelem aspektusai – Varró Dániel Szívdesszert című verseskötetéről – Szőrös kő – 2008/4, 13. évfolyam, 57. oldal
- Abszurd drámai szövegek színpadra állításának lehetőségei, diákszínházi körülmények között, Eruditio-Educatio – a Selye János Egyetem Tanárképző Karának tudományos folyóirata, 2009/4. szám, 2009., 47. oldal
- Fakuló akvarell – Békeffi István – Lajtai Lajos A régi nyár című operettjének bemutatója a Komáromi Jókai Színházban – 2010. június 24., 63. évfolyam, 144. szám, 9. oldal
- Méltó módon ünnepelték jubileumukat – Nemzeti operánkat, Erkel Ferenc Bánk bánját mutatta be 2010. augusztus 22-én a Teátrum Színházi polgári Társulás – Új szó – Kultúra – 2010. augusztus 28., 63. évfolyam, 199. szám, 8. oldal
- Lumpok – katarzis nélkül – Csiki Gergely színműve a Komáromi Jókai Színházban, Valló Péter rendezésében – Új Szó – Kultúra – 2010. november 2. – 63. évfolyam, 252. szám, 7. oldal
- Kölcsönlakás visszajár? – A budapesti József Attila Színház vendégjátékával kezdte idei évadjának bérletes előadásait a Jókai Színház – Új Szó – Kultúra – 2010. október 4., 63. évfolyam, 228. szám, 6. oldal
- Színházi karácsonyi ajándék – a Diótörő a Komáromi Jókai Színházban – 2010. december 22. – Új Szó – Kultúra – 63. évfolyam, 294. szám, 7. oldal
- Az ördög nem alszik, a néző felébred... – télvégi bemutató volt a Komáromi Jókai Színházban – Új Szó – Kultúra – 2011. február 25. – 64. évfolyam, 46. szám, 8. oldal
- És még nézők is voltak – Pierre Corneille Az illúzió című művének bemutatója – Új Szó – Kultúra – 2011. március 16. – 64. évfolyam, 62. szám, 7. oldal
- Ki viszi át...? – Gáspár Tibor halálára – Új Szó, 2011. augusztus 17. 64. évfolyam, 191. szám, 9. oldal
- Mit lehet az Isten háta mögötti helyeken csinálni? – Bengt Ahlfros: Színházkomédia című drámája a Kassai Thália Színházban – kritika – Irodalmi Szemle, LVI. évfolyam, 2. szám, 2013. február, 86. oldal
- ÉLETPOR – regényrészlet – OPUS , 2012/6., 4. évfolyam, 6. szám, 30. oldal
- Hogy is van ez, monsieur Gogol? – A revizor, a Komáromi Jókai Színház 59. évadjának utolsó bemutatója – Új Szó – Kultúra – 2012. június 5. – 65. évfolyam, 129. szám, 8. oldal
- Ünnep előtt – Néhány szó színházkultúránk állapotáról – Vasárnap – 2012. július 17., 45. évfolyam, 30. szám, 18. oldal
- Tudunk színházat csinálni – néhány szó színházkultúránk állapotáról 2. – Vasárnap, 2012. június 24., 45. évfolyam, 31. szám, 12 oldal
- A korszerű színház látszata – Egy hölgy a Maximból – A Komáromi jókai Színház ünnepi évadának első bemutatójáról – Új Szó – Kultúra – 2012. október 18. – 9. oldal
- Szerepálmok nélkül – bemutató előtt Szentpétery Arival – Vasárnap – 2012. november 6., 45. évfolyam, 46. szám, 14. oldal
- Gondolatok a drámai szöveg életlehetőségeiről – Új Szó – Szalon – 2012. 12. 08. – 65. évfolyam 283. szám, 22. oldal
- Romeo már nem lehetek – beszélgetés Illés Oszkár színésszel – Vasárnap – 2012. december 11., 45. évfolyam, 51. szám, 16. oldal
- Gondolatok a rendezői színházról – Új Szó – Szalon, 2013. január 12., 66. évfolyam, 10. szám, 23. oldal
- Alázat és szakmaiság – Hatvanéves a Komáromi Jókai Színház – OPUS – 2013/1., 5. évfolyam, 26. oldal
- Rosszkedvünk tele – Shakespeare: III. Richárd – ünnepi bemutató a Komáromi Jókai Színházban – Új Szó – Kultúra – 2013. február 19., 66. évfolyam, 42. szám, 8. oldal
- Vallomások egy faramuci, hazug világról – Jókai Napok retro II. – Új Szó – Szalon – 2013. május 18., 66. évfolyam, 114. szám, 20. oldal
- Kenyeret és cirkuszt a népnek! – A hatvanadik, ünnepi évadot a felhőtlen szórakoztatás jegyében kreált keretbe foglalta a Komáromi Jókai Színház vezetése – Új Szó – Szalon – 2013. június 22. – 66. évad, 144. szám, 20. oldal
- Árulás és becsület, avagy a magányanatómia buktatói – Harold Pinter drámája a Komáromi Jókai Színház stúdiójában Valló Péter "utánrendezésében" – Új Szó – Kultúra – 2013. október 2., 66. évfolyam, 229. szám, 6. oldal
- Egerek és egybeesések – A Jókai Színház első nagyszínpadi bérletes bemutatója egy vendégjáték – ÚJ Szó – Kultúra – 2013. október 14., 66. évfolyam, 239. szám, 6. oldal
- Indulás a koncertre – 40 éves a Popfesztivál – Szabad Újság- 2013. november 22., 2013/3 szám, 7. oldal,
- Sic transit gloria mundi? Yes! – Mindennapi operettünk: a Lili bárónő a Komáromi Jókai Színházban, Méhes László rendezésében – Új Szó- Kultúra, 2013. december 13., 66. évfolyam, 290. szám, 9. oldal
- Túl az Óperencián, avagy milyen a jó operett – Szabad Újság, 2014. január 10., 2014/3. szám, 5 oldal
- Simai Kristóf: Zsugori, avagy a párhuzamosok a nézőtéren találkoznak – színikritika – OPUS, 2017/50 szám

## Kiállítások
- Kiállítások: 1989, 1990, 2013, 2014
- Grafikák – Ifjúsági klub, Komárom, 1989.03.10.

## Díjak
- legjobb rendezés díja, Jókai Napok: 1986, 1987, 1988
- Kulcsár Tibor-díj